# Кристи Лу Стаут
Кристи Лу Стаут (енгл. Kristie Lu Stout; Филаделфија, 7. децембар 1974), позната и под кинеским именом Лу Кеди (упрош: 鲁可蒂; трад: 魯可蒂; пин: Lǔ Kědì), америчка је новинарка и Си-Ен-Енова водитељка кинеског порекла. Води дневну информативну емисију News Stream, која посебну пажњу обраћа на вести из поља савремене технологије.

## Биографија
Стаутова је рођена у Филаделфији, као ћерка оца, Американца европског порекла, и мајке, Хан Кинескиње. Узимајући у обзир те околности, одгајана је у билингвалној породици — делом говорећи енглески, а делом мандарински кинески језик. Мајка јој је рођена на Тајвану, а баба и деда у Гуејџоуу.
Кристи Лу је одрасла у калифорнијском граду Саратоги. Завршила је Средњу школу „Линбрук“ у Сан Хозеу, где је заједно са пријатељима основала истоимени клуб говорника. Бавила се и манекенством. На Универзитету Станфорд је, као редовни студент, студирала новинарство. За време студија била је дописник новина Станфорд дејли и КЗСУ.

## Каријера
Почетком деведесетих година двадесетог века, Кристи Лу Стаут је отпутовала у Кину како би усавршила знање кинеског језика на пекиншком Универзитету Ћингхуа. Била је слободни сарадник (фрилансер) новина Саут чајна морнинг пост. Године 1996. почела је да ради као уредник часописа Вајерд, за време чега је магистрилала медијске науке на Станфорду.
Године 2000. Си-Ен-Енов виши продуцент је, након што је чуо Кристин говор о интернету у Кини одржан у једном клубу у Хонгконгу, позвао Стаутову да ради као телевизијски и дотком (интенет) репортер за ову компанију. Већ наредне године, Кристи Лу је водила дневни програм NewsBiz Today. Емисија је 2004. преименована у CNN Today, да би Стаутова 2006. године била именована за најбољу водитељку вести у Азији. Понекад разговара са гостима у ток-шоуу Talk Asia.
Раније је водила Си-Ен-Енов технолошки програм Spark, заправо његов дневни сегмент Tech Watch, као и месечну емисију Global Office. Данас већином води дневну информативну емисију News Stream, наследницу претходно поменутих програма. Стаутова живи у Хонгконгу, где је удата и где има ћерку Арабелу (Arabella).